# Psychagogie
Psychagogie ist laut der platonischen Rhetoriktradition die Seelenleitung (oder Seelenführung, Seelenlenkung) des Menschen durch den Menschen. Psychagogie konkretisiert Rhetorik als Mittel oder Kunst, die Meinungen anderer Menschen zu beeinflussen bzw. zu manipulieren.